# Rue des Degrés
La rue des Degrés est une rue située dans le quartier de Bonne-Nouvelle du 2e arrondissement de Paris, en France.

## Situation et accès
Elle est intégralement constituée d'un escalier qui part de la rue de Cléry pour remonter vers la rue Beauregard à quelques mètres de la porte Saint-Denis. Avec seulement 5,75 m de long, la rue des Degrés est la plus courte de Paris ; elle est large de 3,30 mètres. Ce n’est toutefois pas la plus petite rue habitée et habitable, étant donné que la rue des Degrés n’est composée que de marches, ce titre revient à la rue Eugène-Poubelle dans le 16e arrondissement, avec un seul numéro (le 2). 
Les stations de métro les plus proches sont :
- Bonne-Nouvelle (lignes 8 et 9) ;
- Strasbourg - Saint-Denis (lignes 4, 8 et 9).

## Origine du nom
Elle porte ce nom car c'est une voie en escalier.

## Historique

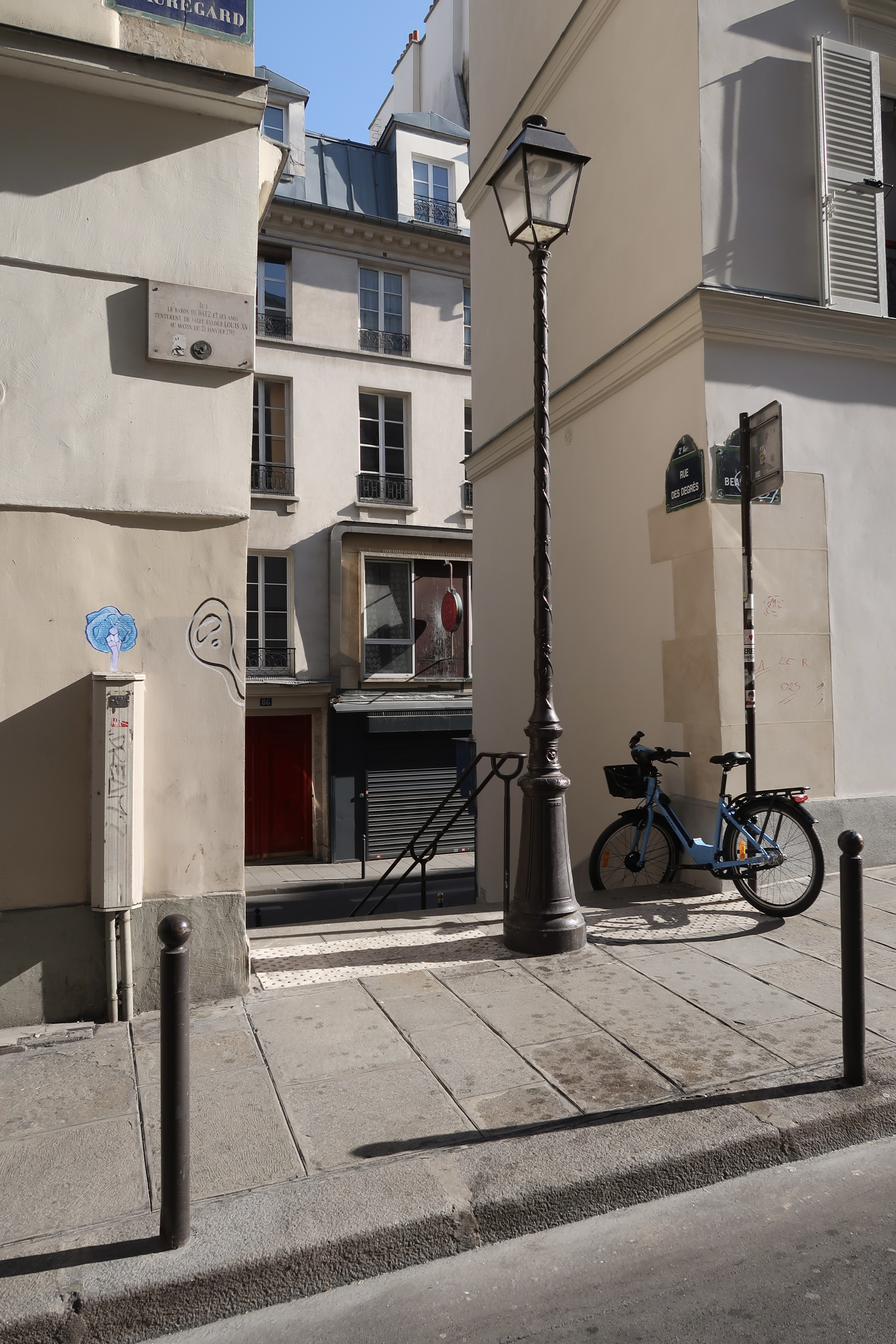
Vue depuis la rue Beauregard.

La rue des Degrés est une des rues parallèles qui font le lien entre le chemin de ronde devant l'ancien fossé de l'enceinte de Charles V (ce chemin est aujourd’hui la rue de Cléry) et le sixième bastion de l’enceinte des Fossés jaunes (aujourd’hui la butte Bonne-Nouvelle).
Cette butte est le résultat de dépôts d’immondices et de débris accumulés par les habitants à l'extérieur de la muraille qui ont fini au fil du temps par constituer un monticule. Par dérision, ce monticule qui se hissait peu à peu à hauteur de l'enceinte de Paris fut nommé le « Mont orgueilleux » et donna par la suite son nom à la rue qui y mène depuis les anciennes halles : la rue Montorgueil.
Aucune habitation ne possède un accès sur la rue des Degrés, puisque les murs pignons qui la bordent ne possèdent aucune porte ni même de fenêtres (elles ont été murées). Deux hautes façades aveugles cernent donc un petit escalier de quatorze marches. Sans dénomination, la rue existait déjà dans les années 1650.
Une photographie de la rue en 1960 figure dans le Dictionnaire historique des rues de Paris de Jacques Hillairet.

## Dans la culture
La rue des Degrés apparaît dans le film Monsieur Ibrahim et les Fleurs du Coran, film français réalisé par François Dupeyron, sorti en 2003 : c’est le lieu de rassemblement des prostituées du quartier.
Rue des Degrés est le titre d'un recueil de nouvelles de l'écrivain français Didier Daeninckx paru en 2010.

## Pour approfondir